# 지방도 제387호선
지방도 제387호선은 경기도 남양주시 화도읍 차산1교삼거리와 강원특별자치도 철원군 동송읍 장흥리 고석정삼거리를 잇는 경기도의 지방도이다. 창현리에서 국가지원지방도 제86호선과 직결된다.

## 연혁
- 2005년 3월 28일 : 기존 지방도 제387호선인 '진천 ~ 고삼선'을 폐지[2]
- 2005년 3월 28일 : 지방도 제387호선을 새로 지정[3]
- 2008년 1월 11일 : 지방도 제325호선의 강원도 구간인 '내촌 ~ 철원선' 구간이 이 지방도에 편입[4]
- 2009년 11월 27일 : 가평군 하면 하판리 ~ 포천시 일동면 화대리 10.86km 구간 개통[5][6]
- 2014년 6월 20일 : 운천 ~ 탄동간 도로(포천시 영북면 자일리 ~ 관인면 사정리) 1.76km 일부 개통[7]
- 2016년 12월 30일 : 운천 ~ 탄동간 도로(포천시 관인면 사정리) 900m 구간 일부 개통, 기존 937m 구간 폐지[8]
- 2018년 12월 31일 : 운천 ~ 탄동간 도로(포천시 영북면 자일리 2.38km 구간과 포천시 관인면 사정리 ~ 초과리 2.66km 구간) 총 5.04km 구간 확장 개통, 기존 포천시 영북면 자일리 ~ 관인면 초과리 총 2.284km 구간 폐지[9]

## 주요 경유지

### 경기도
- 남양주시
  - 화도읍 차산1교삼거리 - 차산초등학교 - 영남아파트입구 - 창현 교차로 - 창현교 - 창현초등학교 - 창현아파트단지입구 - 마석제1교 - 화도읍 행정복지센터 - 마석우리 - 묵현리 - 너구내고개 - 가곡초등학교 - 가곡교 - 가곡리
  - 수동면 송천리삼거리 - 운수 교차로 - 수동면 행정복지센터 - 수동교 - 수동초등학교 - 입석리 - 외방리 - 석현교 - 내방리 - 가양교 - 방동교 - 수산리 - 수동계곡 - 비금계곡, 몽골문화촌 - 내방리 - 대방교 - 비금교 - 비금2교

- 가평군
  - 상면 상동리 - 상동교 - 태봉리 - 연하리 - 연하교차로 - 역말교
  - 조종면 역말교 - 반계교 북단 - 현리아랫삼거리 - 현리윗삼거리 - 석사울삼거리 - 안곡사거리 - 승마교 - 신상교 - 신상리 - 노제교 - 썬힐GC - 하판교 - 하판리 - 노채고개

- 포천시
  - 일동면 노채고개 - 기산교 - 필로스GC - 기산리 - 청계교 - 무리울교 - 화대리 - 운담교차로 - 운담교 - 수입교차로 - 수입리 - 삼팔교
  - 이동면 삼팔교 - 삼팔교삼거리 - 낭유교 - 낭유교차로 - 노곡리 - 낭유고개
  - 영북면 낭유고개 - 산정리 - 산정호수삼거리 - 새마을교 - 산정호수 - 산안고개 - (미포장구간 : 자일리) - 자일1리교차로 - 근흥교
  - 관인면 근흥교 - 사정리 - 초과리 - 초과사거리 - 관인초등학교 - 탄동교 - 탄동리 - 봉우교

### 강원특별자치도
- 철원군
  - 동송읍 장흥리 - 고석정랜드 - 고석정삼거리

## 중복 구간
- 포천시 이동면 삼팔교삼거리 ~ 낭유교차로 : 지방도 제372호선과 중복
- 포천시 영북면 자일1리교차로 ~ 송정검문소 : 국도 제43호선과 중복

## 도로명
- 남양주시 화도읍 차산1교삼거리 ~ 창현아파트단지입구 : 수레로
- 남양주시 화도읍 창현아파트단지입구 ~ 가평군 상면 부대앞삼거리 : 비룡로
- 가평군 상면 부대앞삼거리 ~ 석사울삼거리 : 청군로
- 가평군 상면 석사울삼거리 ~ 포천시 일동면 기산리 : 운악청계로
- 포천시 일동면 기산리 ~ 운담 교차로 : 청지로
- 포천시 일동면 운담 교차로 ~ 삼팔교삼거리 : 수입로
- 포천시 일동면 삼팔교삼거리 ~ 낭유 교차로 : 성장로
- 포천시 일동면 낭유 교차로 ~ 영북면 산정리 : 새낭로
- 포천시 영북면 산정리 ~ 산안고개 : 산정호수로
- 포천시 영북면 자일1리 교차로 ~ 송정검문소 교차로 : 호국로
- 포천시 영북면 송정검문소 교차로 ~ 관인면 초과사거리 : 북원로
- 포천시 관인면 초과사거리 ~ 철원군 동송읍 고석정삼거리 : 창동로